# Clematis wallichii
Clematis wallichii är en ranunkelväxtart som beskrevs av Wen Tsai Wang. Clematis wallichii ingår i släktet klematisar, och familjen ranunkelväxter. Inga underarter finns listade i Catalogue of Life.